# Летище Варна
Вижте пояснителната страница за други значения на Варна.
Летище Варна (на английски: Varna Airport, IATA: VAR, ICAO: LBWN) е международно летище в България. Намира се на 9 km от град Варна, на 431 km от най-натовареното летище в България – Летище София, на 129 km от второто най-натоварено – Летище Бургас и на 372 km от четвъртото по тази класация – Летище Пловдив.
Летището е разположено западно от центъра на града, на територията на 2 общини (Варна и Аксаково).

## Описание
Летище Варна разполага с 5 пътеки за рулиране и 24 самолетни стоянки за машини с код Е, D, C, C-1 и C+1. Площта му е 2414 декара, а пистата е с дължина 2500 m и ширина 55 m.
Кацането по писта 09 (от запад) може да се осъществява в условията на намалена видимост по първа категория CAT I.
Най-големият тип самолет, който летището обслужва, е „Боинг 747“. За първи път такъв тип самолет каца през лятото на 2008 г., а обслужващата го авиокомпания е руската Transaero. Няколко години по-късно с „Боинг 747“ лети и Vamos. През лятото на 2023 г., след големите вълни на COVID-19, най-големият самолет, който е обслужен, е „Еърбъс A330“ на Sunclass Airlines от Осло.

## История
На 24 декември 1919 г. във Варна каца първият транспортен самолет по линията София-Варна, носещ пощенски пратки. Тогава летището се нарича „Тихина“ и се намира край квартал Аспарухово, на запад от Аспахуровия мост, и има площ от 1000 – 1500 декара. Тази линия просъществува само за един месец. Едва през 1947 г. между Варна и София е открита постоянна въздушна линия. На 2 август същата година на летище „Тихина“ каца първият Junkers 52. По време на този полет пътниците са четирима, а до края на годината на летището кацат само шест самолета с общо 23 пътници.
Първите хидроплани пристигат във Варна през 1915 г. Мястото за кацане и излитане е районът на днешния квартал „Чайка“. Година по-късно е направена писта и са построени хангари за малки самолети. Четири години по-късно лети първият транспортен самолет между София и Варна.
През 1946 г. комисия търси място за изграждане на ново летище и през декември същата година е решено то да бъде построено край Аксаково. На 9 май 1948 г. е открито новото летище на Варна, което се намира на сегашната площадка. В 10.40 ч. на същия ден каца първият самолет, превозващ официалните гости от София. Полетът трае два часа и половина и отново е изпълнен с Junkers 52.
През 1961 г. е завършена новата, вече бетонна писта. Дълга е 2500 m с дебелина от 24 до 26 cm. Към нея е изградена светлинна система, улесняваща нощните полети.
През 1967 г. са завършени разширението на стоянката за паркиране на самолети, като са изградени 4 нови рульожни пътеки.
На 25 септември 1972 г. е открита новата приемна сграда (терминал) на летището. Тя има три блока – „Административно-технически“, „Вътрешни линии“ и „Външни линии“. Изграден е голям паркинг за автомобили.
Заради все по-големите самолети, които пристигат във Варна, както и повишеното движение, се стига до решението за удебеляване на пистата през 1974 г.
На 7 юни 1978 г. летището посреща своя 10-милионен пътник.
Директор на Летище Варна от 1963 до 1986 г. е полковник Христо Георгиев. Под негово ръководство са построени сградата и пистата на летищния комплекс, които са в експлоатация.
От края на 2006 г., по силата на договор с българското правителство, Летище Варна е отдадено на концесия за срок от 40 години на германо-българския консорциум „Фрапорт Туин Стар Еърпорт Мениджмънт“ АД. През 2008 г. българският съсобственик – „БМ Стар“, продава своя дял от 40% на „Химимпорт АД“.
На 15 октомври 2011 г. летището е затворено заради планов ремонт – поставяне на нова асфалтова настилка на пистата с дебелина 30 cm, разширяване на полосата с 10 m, нова маркировка, изграждане на нови системи – дренажна и осветителна. Ремонтът приключва през януари 2012 г., последван от изпитателни полети с калибровъчен самолет „Фалкон 2000“ на авиоотряд 28 в продължение на 12 летателни часа. Стойността на ремонта на полосата е 40 млн. лв.
На 9 ноември 2011 г. е подписан договор за строителство на нов терминал.
На 16 юни 2023 г. на Летище Варна, „Фрапорт Туин Стар Еърпорт Мениджмънт“ АД официално откри напълно реновираната пътека за рулиране (ЕКО).

## Терминали

### Терминал 1
Построен е през 1972 година, като през годините няколко пъти е разширяван. От 27 август 2013 г. Терминал 1 е затворен след 41 години работа.

### Терминал 2
От 27 август 2013 година на летище Варна всички пътници се обслужват на Терминал 2. Общата стойност на инвестицията на концесионера на летището за терминала и свързаната с него инфраструктура е над 75 млн. лв.
Новият терминал е разположен на площ от около 20 000 m², което е около 3 пъти по-голяма площ за обслужване на пътниците от закрития вече Терминал 1.
Новият терминал разполага с 25 гишета за регистрация, обширни зони за пристигащи и заминаващи пътници, съвременни системи за обслужване на пътници и багаж, търговски зони и удобни открити пространства.

## Целогодишни маршрути, които се изпълняват от/до Летище Варна през 2025 г.
| Град                       | Летище                       | Авиокомпания         |
| -------------------------- | ---------------------------- | -------------------- |
| Австрия                    |                              |                      |
| Виена                      | Vienna                       | Австрийски авиолинии |
| Белгия                     |                              |                      |
| Шарлероа                   | Charleroi                    | Wizz Air             |
| България                   |                              |                      |
| София                      | Sofia                        | България Еър         |
| Великобритания             |                              |                      |
| Лондон                     | London Luton, London Gatwick | Wizz Air             |
| Германия                   |                              |                      |
| Берлин                     | Berlin Brandenburg           | Wizz Air             |
| Дортмунд                   | Dortmund                     | Wizz Air             |
| Leipzig                    | Lepzig/Halle                 | Wizz Air             |
| Мюнхен                     | Memmingen                    | Wizz Air             |
| Нюрнберг                   | Nuremberg                    | Wizz Air             |
| Хамбург                    | Hamburg                      | Wizz Air             |
| Франкфурт                  | Frankfurt am Main            | Discover Airlines    |
| Израел                     |                              |                      |
| Тел Авив                   | Tel Aviv                     | Изреър               |
| Нидерландия                |                              |                      |
| Айндховен                  | Eindhoven                    | Wizz Air             |
| Обединени арабски емирства |                              |                      |
| Абу Даби                   | Абу Даби                     | Wizz Air             |
| Турция                     |                              |                      |
| Истанбул                   | Истанбул                     | Турски авиолинии     |

## Авиокомпании, които извършват редовни и чартърни полети от/до летище Варна през 2023 г.
| Авиокомпания                    | Град – Летище |
| ------------------------------- | --- |
| Австрийски авиолинии            | Виена |
| Transavia France                | Париж „Орли“ |
| BH Air                          | Анталия, Шарм ел-Шейх, Енфидха, Кайро, Хургада |
| България Еър                    | София, Париж, Прага, Франкфурт |
| Бул Ер                          | Шарм ел-Шейх, Хургада, Анталия, Бодрум, Даламан, Джерба, Енфидха, Катания, Перуджа, Хераклион, Братислава |
| Райънеър                        | Виена, Катовице, Краков |
| Buzz                            | Катовице, Вроцлав, Познан |
| Юропиън Еър Чартър              | Лайпциг, София, Енфидха, Джерба, Невшехир, Рим – Фиумичино, Генуа, Пиза, Верона, Катания, Бари, Олбия, Неапол, Бордо, Лисабон, Порто, Мадрид – Барахас, Барселона – Ел Прат, Малага, Санторини, Хургада, Кайро, Гиза, Акаба, Танжер, Маракеш |
| Eurowings                       | Кьолн, Дюселдорф, Хамбург, Щутгарт |
| Discover Airlines               | Франкфурт, Мюнхен |
| Israir Airlines                 | Тел Авив |
| ЛОТ Полиш Еърлайнс              | Катовице, Варшава, Вроцлав, Познан |
| Arkia                           | Тел Авив |
| Люксеър                         | Люксембург |
| Copenhagen Airtaxi              | Билунд, Олбор |
| BRA Braathens Regional Airlines | Копенхаген |
| Jettime                         | Олбор, Билунд, Хелзинки |
| Enter Air                       | Варшава, Катовице, Гданск |
| Smartwings A.S.                 | Прага, Бърно, Острава, Карлови Вари, Пардубице |
| Sunclass Airlines               | Копенхген, Осло, Ставангер, Стокхолм, Тронхайм, Хелзинки, Берген, Билунд, Пукет |
| SUNDAIR GmbH                    | Берлин Браденбург, Дрезден, Бремен |
| TUI Airlines Belgium            | Брюксел, Бургас |
| TUI fly Deutschland             | Хановер |
| Fly Lili                        | Хановер |
| Турски авиолинии                | Истанбул |
| Volotea                         | Лил, Нант |
| Sun Express                     | Анталия |
| Уиз Еър                         | Берлин Браденбург, Шарлероа, Кьолн, Дортмунд, Айндховен, Хамбург, Лондон Лутън, Меминген, Лондон Гетуик, Тел Авив |
| Norwegian Air Shuttle           | Осло |
| Edelweiss air                   | Цюрих |
| Ер Сърбия                       | Белград |
| Гъливеър                        | Тел Авив |
| Bluebird Airways                | Тел Авив |
| AMC Aviation                    | Катовице, Вроцлав |
| Freebird Europe                 | Лайпциг |
| Airhub Airlines                 | Вилнюс |

## Топ 5 дестинации на Летище Варна през 2023 г.
| № | Държава        | Пътници |
| - | -------------- | ------- |
| 1 | Германия       | 576 130 |
| 2 | България       | 227 722 |
| 3 | Великобритания | 180 557 |
| 4 | Полша          | 150 079 |
| 5 | Австрия        | 133 771 |

| № | Град     | Пътници |
| - | -------- | ------- |
| 1 | София    | 227 722 |
| 2 | Лондон   | 158 152 |
| 3 | Виена    | 133 771 |
| 4 | Истанбул | 92 124  |
| 5 | Берлин   | 90 139  |

## Транспорт до Летище Варна

### Автобус
За да стигнете от и до Летище Варна с обществен транспорт, използвайте автобус № 409, който минава на всеки 15 минути и спира пред Терминал 2, Пристигащи. За по-малко от 20 минути можете да стигнете до центъра на града и за около 45 минути до к.к. Златни пясъци.

### Такси
Таксиметровите услуги на Летище Варна са на разположение 24 часа в денонощието. Площадката за таксита се намира пред Терминал 2, Пристигащи на летището.

### Паркинг
Пред Терминал 2 има паркинг със съответните зони за почасов, дневен или дългосрочен престой.

## Аварии и инциденти на Летище Варна
- 6 март 1983 г. Четири момчета от София – Лъчезар Иванов, Красен Гечев, Ивайло Владимиров и Валентин Иванов, решават да отвлекат самолет, след като неотдавна са разбрали за отвлечения самолет по чартърната линията Варшава – Бургас. Тогава поляк отвлича самолета и заплашва, че ще убие стюардесата, ако не кацнат във Виена. Купуват си билети за самолет Ан-24, летящ по линията София – Варна. Самолетът излита по разписание в 18:00 часа. Момчетата сядат на четири седалки в дъното на пълния с 40 пътници самолет. Когато стюардесата започва да раздава напитки и храна, Валентин започва да се прави, че повръща. Той седи до илюминатора. За да може стюардесата да стигне до него Лъчезар става, за да направи място. Щом жената се навежда над Валентин, той изважда джобно ножче и я хваща. Другите момчета заплашват пътниците. Капитанът на самолета си спомня:

| „ | Бяхме около Ловеч, когато пътник почука и каза, че четирима са нападнали стюардесата и искат да летим за Виена. Това е невъзможно, защото в самолета се пълни гориво, колкото е нужно за полета, плюс 30 минути за резерва. Предложих им да кацнем в Истанбул, но те бяха категорични: Виена. Ние продължихме за Варна, но ги убедихме, че летим за австрийската столица. | “ |

Похитителите са наивни и не пращат никого в пилотската кабина. Започва да се стъмва, което прави заблудата по-лесна. В 18:25 на Летище Варна разбират за случващото се. Електричеството в целия град е спряно, за да не се види морето. Стюардесата Марта Константинова и Стоян Милков са единствените на летището, които говорят перфектно немски. Те се преобличат в импровизирани униформи на австрийски граничари. Планът е когато самолетът кацне, командоси, владеещи карате, да обезвредят похитителите. През това време самолетът кръжи 40 минути над Варненския залив. Самолетът каца във Варна в 19:55. Лъчезар вижда Милков и казва: „Не виждате ли, че това е яке от България?“. Валентин се заключва със стюардесата в тоалетната и вика, че ще я убие, защото са ги излъгали. Тогава командосите влизат и залавят похитителите. Стюардесата е ранена леко в ръката и в шията, и е откарана в болница „Св. Анна“. Няколко дни по-късно екипажът получава ордени, а похитителите са откарани в София със самолет на командосите. Случаят остава известен като „Варненската Виена“ или „Как Варна стана Виена?“
- На 5 юни 1992 г. Туполев Ту-154В на българските авиолинии „Балкан“ излиза от пистата при лоши условия на видимост. Няма жертви, но самолетът е отписан от флота на авиокомпанията.

- 8 юли 2008 г. Самолет C-27J Спартан на ВВС в 11:20 е претърпял повреда. Вследствие на силен страничен вятър, машината се е наклонила надясно и витлото се е ударило в пистата. Няма пострадали.

- 24 май 2013 г. В 10:20 самолет на Ер Виа със 172 пътници излиза от пистата и навлиза в съседната нива. Този полет е чартър от Лайпциг. Когато самолетът каца, има ураганен вятър и силен дъжд. Машината остава цяла. Двама човека са пострадали леко.

## Галерия
- Терминал 1
- Терминал 2
- Наземно обслужване
- Писта за излитане и кацане
- Диаграма на летище Варна